# Galaktombúreko
El galaktombúreko (en grec: γαλακτομπούρεκο), són unes postres de la cuina grega, fet a base de llet, sucre i sèmola de blat. Amb aquestos ingredients principalment i, de vegades, una mica de pell de taronja ben tallada, es fa una crema que s'envolta amb pasta fullada i es fa al forn durant 40 minuts. En traure-ho, es banya amb un xarop fet a base de sucre fos, aigua i unes gotes de llima. Es pot menjar calent o fred.
El seu nom prové de les paraules gala (γάλα, llet, en grec) i börek (pastís, en turc), per la qual cosa galaktombúreko vol dir "pastís de llet".